# Tarzan and the Tarzan Twins
Tarzan and the Tarzan Twins é um livro de autoria do escritor norte-americano Edgar Rice Burroughs, destinado ao público infanto-juvenil. Publicado em 1963, o livro é formado pelas novelas The Tarzan Twins e Tarzan and the Tarzan Twins with Jad-bal-ja, the Golden Lion.
A obra permanece inédita no Brasil, exceto por uma adaptação em quadrinhos editada pela EBAL.

## Gênese
Burroughs concebeu Tarzan como entretenimento para o público adulto. Entretanto, o personagem sempre atraiu uma audiência jovem, a ponto do autor temer que o herói fosse rotulado como propriedade das crianças.
À medida que esse interesse crescia, crescia também a pressão para que Burroughs escrevesse histórias para esse mercado. Finalmente, ele se deixou vencer e escreveu The Tarzan Twins (Os Gêmeos Tarzan) em 1927, publicada no mesmo ano.
Os editores queriam  um irmão e uma irmã, mas Burroughs ficou incomodado com a perspectiva de mostrar uma menina nos trajes diminutos da selva, daí ter criado um par masculino. Dick e Doc são primos, filhos de mães gêmeas idênticas. Nasceram no mesmo dia, um nos Estados Unidos, o outro na Inglaterra. Como os dois são muito parecidos e estão sempre juntos, todo mundo os chama de "gêmeos Tarzan", porque o pai de Doc é parente distante do Lord Greystoke.
Diversas edições ilustradas chegaram às livrarias entre 1927 e 1932. Apesar da embalagem luxuosa e de um prêmio na American Society of Graphic Arts]], a obra pouco vendeu. Ainda assim, Burroughs escreveu uma sequência em 1928, intitulada Tarzan and the Tarzan Twins with Jad-bal-ja, the Golden Lion (Tarzan e os Gêmeos Tarzan com Jad-bal-ja, o Leão Dourado), editada em livro em 1936.

## Resumo
Dick e Doc viajam de trem para, enfim, conhecerem o rei das selvas. Quando o comboio é obrigado a parar devido a um problemas nos trilhos, eles se embrenham pela floresta e ficam perdidos. Acabam capturados pela tribo dos bagallas, e, depois de um tempo, fazem amizade com um dos nativos, que os ajuda a fugir. Perseguidos, são finalmente salvos por Tarzan e os guerreiros Waziri, que estavam à procura deles.
No outro dia, o homem-macaco os leva a passear, acompanhados por Jad-bal-ja, o leão dourado com juba negra. No meio do caminho, Tarzan os deixa aos cuidados do leão e vai cuidar de outro assunto. Cai uma terrível tempestade, que leva Dick e Doc para longe. Em suas andanças a esmo, eles encontram um bando de homens feras, foragidos de Opar. Os oparianos trazem consigo a jovem Gretchen von Harben, que haviam sequestrado e transformado em sacerdotisa. Eles procuram uma vítima para sacrificar ao "deus flamejante" (o Sol).
Dick e Doc conseguem resgatar Gretchen, mas os três são aprisionados e Dick é levado ao altar, onde será imolado pelas mãos da moça. Gretchen, contudo, deixa cair a Faca Sagrada, causando a ira dos oparianos. Quando tudo parecia perdido, Tarzan e Jad-bal-ja chegam para salvá-los.

## Trajetória editorial
The Tarzan Twins foi publicada em livro (capa dura) em 10 de outubro de 1927, com sobrecapa, guardas e quarenta e uma ilustrações internas de Douglas Grant.
Tarzan and the Tarzan Twins with Jad-bal-ja, the Golden Lion foi publicada em livro de capa dura em 9 de março de 1936, ilustrado por Juanita Bennett.
Finalmente, a editora Canaveral Press reuniu as duas narrativas no volume Tarzan and the Tarzan Twins, em 30 de novembro de 1963. A sobrecapa e dezenove ilustrações internas são de autoria de Roy G. Krenkel.

## Adaptações

### Quadrinhos
A primeira quadrinização foi na forma de tiras diárias por Rex Maxon (ilustrações) e Don Garden (roteiro), tendo aparecido nos jornais entre  2 de setembro e 28 de dezembro de 1938.
Tarzan and The Tarzan Twins with Jad-bal-ja, the Golden Lion apareceu nos jornais de 11 de outubro de 1937 a 15 de janeiro de 1938, com o título de Tarzan Under Fire. William Juhré (arte) e Don Garden (texto) foram os responsáveis pela adaptação.
O livro foi adaptado para as revistas em quadrinhos pela Gold Key na edição de outubro de 1970 de "Tarzan of the Apes", com ilustrações de Mike Royer e roteiro de Gaylord Du Bois. Essa adaptação foi lançada no Brasil pela EBAL na revista "Tarzan" de maio de 1971, como o 35o. livro da Coleção Lança de Prata.